# 岩間厚志
岩間 厚志（いわま あつし、1962年 - ）は、日本の医学者、東京大学医科学研究所副所長・教授。

## 学歴
- 1981年 茨城県立水戸第一高等学校卒業[1]
- 1987年 新潟大学医学部卒業
- 1996年 熊本大学博士（医学）[2]

## 職歴
- 1987年 新潟大学医学部附属病院内科研修医
- 1989年 自治医科大学医学部附属病院血液科シニアレジデント
- 1992年 自治医科大学附属病院血液科助手
- 1992年 熊本大学医学部分化制御学講座助手
- 1996年 ハーバード大学医学部べス・イスラエル病院血液・腫瘍講座研究員
- 1999年 筑波大学医学部免疫学講座講師
- 2002年 東京大学医科学研究所幹細胞治療研究分野講師
- 2005年 千葉大学大学院医学研究院教授
- 2014年 新学術領域研究「ステムセルエイジングから解明する疾患原理」領域代表[3]
- 2018年 東京大学医科学研究所幹細胞治療研究センター幹細胞分子医学教授[4]
- 2019年 東京大学医科学研究所副所長（経理系）[5]
- 2023年 東京大学医科学研究所副所長（病院担当）[5]

## 研究分野
- 造血幹細胞、造血腫瘍、エイジング、エピジェネティクス

## 受賞
- ベルツ賞1等賞（2004年）[6]、日本血液学会奨励賞[7]、日本白血病研究基金研究賞[8]